# Све што радим теби прија/Помози ми
Све што радим, теби прија/Помози ми је шести студијски албум певачице Снежане Ђуришић. Објављен је 7. маја 1984. године у издању ПГП РТБ као ЛП и касета (сребрни тираж). Продуцент албума је Мирољуб Аранђеловић Кемиш.

## Песме на албуму
| Бр. | Песма                     | Музика                    | Текст          | Аранжман                  |
| --- | ------------------------- | ------------------------- | -------------- | ------------------------- |
| 1   | Све што радим, теби прија | Мирољуб Аранђеловић Кемиш | Миља Вујановић | Мирољуб Аранђеловић Кемиш |
| 2   | Сина сам ти одгајила      | Д. Павловић               | Д. Павловић    | Мирољуб Аранђеловић Кемиш |
| 3   | Моје срце све вас воли    | Мирољуб Аранђеловић Кемиш | Миља Вујановић | Мирољуб Аранђеловић Кемиш |
| 4   | Војо, Војкане             | Мирољуб Аранђеловић Кемиш | Миља Вујановић | Мирољуб Аранђеловић Кемиш |
| 5   | Она или ја                | Раде Вучковић             | Раде Вучковић  | Мирољуб Аранђеловић Кемиш |
| 6   | Помози ми                 | Раде Вучковић             | Раде Вучковић  | Мирољуб Аранђеловић Кемиш |
| 7   | Чик, дарлинг, чик         | Мирољуб Аранђеловић Кемиш | Миља Вујановић | Мирољуб Аранђеловић Кемиш |
| 8   | Лоло моја, мангупе        | Бора Дугић                | Бора Дугић     | Мирољуб Аранђеловић Кемиш |
| 9   | Све је прошло међу нама   | Раде Вучковић             | Раде Вучковић  | Мирољуб Аранђеловић Кемиш |

## Информације о албуму
- Продуцент: Мирољуб Аранђеловић Кемиш
- Оркестар Мирољуба Аранђеловића Кемиша
- Сниматељ: Тахир Дуркалић